# Remungol
Remungol (tiếng Breton: Remengol) là một xã ở tỉnh Morbihan trong vùng Bretagne tây bắc Pháp. Xã này có diện tích 26,93 km², dân số năm 1999 là 863 người. Khu vực này có độ cao từ 42-125 mét trên mực nước biển.
Cư dân của Remungol danh xưng trong tiếng Pháp là Remungolais.